# Dichromia orosialis
Dichromia orosialis är en fjärilsart som beskrevs av Achille Guenée 1854. Dichromia orosialis ingår i släktet Dichromia och familjen nattflyn. Inga underarter finns listade i Catalogue of Life.